# ラフ・トレード・ショップ
ラフ・トレード・ショップ (Rough Trade Shop) はイギリス・ロンドン西部のポートベロー・ロード地区にある独立系のレコード店である。ジェフ・トラヴィス (Geoff Travis) によって1976年に創業され、1978年にはザ・スミスからザ・リバティーンズまでバンドたちの拠点となった、有名なラフ・トレード・レコードを生み出した。しかし1982年にこの二つは分離し、この二つは依然として密接に結びついてはいたものの、ショップはレーベルから独立した存在となった。同時にショップは元のケンジントン・パーク・ロードからタルボット・ロード付近に移転した。1988年にはコヴェント・ガーデンのニールズ・ヤードに第2号店をオープンした。1990年代初めには海外店舗も出店し、それらの人気ショップはサンフランシスコ、東京、パリの音楽コミュニティの拠点となったが、やがてインターネットでの音楽セールスの上昇に伴って閉店された。ラフ・トレードはそれらの店舗に代えてオンラインミュージックストアを立ち上げた。
2007年には英国で最大規模のレコード店をロンドン東部ブリック・レーンのドレイ・ウォークにオープンした。
音楽的には、ラフ・トレードはポストパンクジャンルに特化しているが、主にオルタナティブやアンダーグラウンドシーンにおける、様々なジャンルのアイテムを取り扱っている。近年、ショップはインディー・ポップ、エレクトロニカ、カントリー、シンガー・ソングライター、ロックンロール、ポストパンクなど、個々のジャンルに焦点を定めた数々のコンピレーションアルバムをリリースしてきた。2003年以降の毎年1月に「カウンター・カルチャー」と題された、前年の音楽のベスト（ショップのスタッフの意見に基づく）を収録したコンピレーションのリリースを行ってきた。2007年はそれに加えて、ショップが開店した年の音楽を収録した「カウンター・カルチャー76」のリリースもあった。2001年には25周年記念のCD4枚組のボックスセット、2006年には30周年を祝ってカスタマーが選んだ楽曲のスペシャルコレクションもリリースされた。
リリー・アレンの曲「LDN」のミュージックビデオの1バージョンの冒頭で、彼女がこの店（「タフ・グレード」の名前ではあるが）にやってくる場面が描かれている。